# Bear Glacier Provincial Park
Der Bear Glacier Provincial Park ist ein 542 ha großer Provinzpark in der kanadischen Provinz British Columbia. Die Zunge des Bear-River-Gletscher ist auf halbem Weg zwischen Meziadin Junction und Stewart vom Highway 37A zu sehen.

## Anlage
Bis in die 1940er Jahre füllte der Gletscher das gesamte Passgebiet aus, doch zieht er sich seither zurück. So entstand der ca. 1,7 km lange Strohn Lake (vermutlich benannt nach dem Elektroingenieur Frank R. Strohn (* 1866, † 1952)). Zwischen 1958 und 1962 kam es fünfmal zu Gletscherläufen, bei denen sich der See jeweils durch einen Tunnel entleerte, der sich unterhalb des Gletschers jeweils kurzzeitig bildete, wenn der Eisdamm zu schwimmen begann. 1967 schmolz der Gletscher, der den See aufstaute, so weit ab, dass der See abfließen konnte.
Bei dem Park handelt es sich um ein Schutzgebiet der Kategorie III (Naturdenkmal).

## Geschichte
Der Park wurde durch den Nisga’a Treaty, Appendix G-3 am 11. Mai 2000 begründet. Die Nisga’a haben ihr traditionelles Siedlungsgebiet in dieser Gegend.

## Flora und Fauna
Innerhalb des Ökosystems von British Columbia wird das Gebiet, in dem der Park liegt, überwiegend der Wet Very Cold Subzone der Engelmann Spruce Subalpine Fir Zone zugeordnet. Diese biogeoklimatischen Zonen zeichnen sich durch ein ähnliches Klima sowie gleiche oder ähnliche biologische sowie geologische Voraussetzungen aus. Daraus resultiert in denselben Zonen dann ein sehr ähnlicher Bestand an Pflanzen und Tieren.

## Trivia
Der Gletscher ist in einer Szene am Ende des Films Insomnia – Schlaflos mit Al Pacino zu sehen.